# Thamnostoma
Thamnostoma is een geslacht van neteldieren uit de  familie van de Bougainvilliidae.

## Soorten
- Thamnostoma dibalium (Busch, 1851)
- Thamnostoma eilatensis Schmidt, 1972
- Thamnostoma macrostomum Haeckel, 1879
- Thamnostoma tetrellum (Haeckel, 1879)